# Lirabotys prolausalis
Lirabotys prolausalis là một loài bướm đêm trong họ Crambidae.